# M/S Castella
Castella, färja 311, är en av Trafikverket Färjerederiets färjor. Den går på Vaxholmsleden tillsammans med M/S Nina.